# Hans-Peter Brachmanski
Hans-Peter Brachmanski (* 31. August 1957 in Erfurt) ist ein Autor von heimatkundlichen Büchern zur Lokalgeschichte der Stadt Erfurt, dessen Umgebung und von Orten im Süden Brandenburgs. Er war Erfurter Stadtrat in den politischen Umbruchjahren von 1989/90.
Er ist Sammler von historischen Grafiken und Ansichtskarten mit Thüringen-Motiven und publiziert hierzu, freier Pressemitarbeiter für lokale und überregionale Zeitungen (z. B. Lausitzer Rundschau sowie die von Vertriebenenverbänden herausgegebenen Schlesische Nachrichten und Brandenburger Rundschau). Von 1990 bis 2002 veröffentlichte er auch regelmäßig stadtgeschichtliche Artikel in der Tageszeitungen Thüringer Allgemeine und Thüringische Landeszeitung. Er war bzw. ist aktives Mitglied der Thüringer Numismatischen Gesellschaft und der Goethe-Gesellschaft in Weimar. Darüber hinaus verfügt er über eine umfangreiche Privatsammlung bibliophiler-numismatischer Ausrichtung.
Er ist Herausgeber des Periodikums Neuer Erfurter Stadtbote und schrieb für die im Verfassungsschutzbericht 2007 des Freistaates Thüringen als rechtsextrem eingestufte Zeitschrift Erfurter Bürgerstimme. In Zusammenhang mit seiner Tätigkeit im Erfurter Kreisverband des Bund der Vertriebenen wurde 2007 eine besondere Nähe zum Vorsitzenden des NPD-Kreisverbandes Erfurt-Sömmerda, Kai-Uwe Trinkaus, und weiteren NPD- und JN-Mitgliedern publik. Mit diesen zeigte er sich auch im Zusammenhang mit einem Prozess gegen einen ver.di-Sekretär im Januar 2008.